# کیساریانی
شهر کیساریانی در استان آتیک در کشور یونان واقع شده است که دارای جمعیت ۲۶٬۰۰۵  نفر می‌باشد.